# Odontothelphusa apicpac
Odontothelphusa apicpac is een krabbensoort uit de familie van de Pseudothelphusidae. De wetenschappelijke naam van de soort is voor het eerst geldig gepubliceerd in 2010 door Villalobos, García & Velázquez.